# Adoretus drurei
Adoretus drurei är en skalbaggsart som beskrevs av Maurice Pic 1905. Adoretus drurei ingår i släktet Adoretus och familjen Rutelidae. Inga underarter finns listade i Catalogue of Life.